# Шефкет Чорух
Шефкет Чорух (на турски: Şevket Çoruh) е турски филмов и кино актьор, участва в хитовия сериал Опасни Улици, в ролята на комисар Месут Гюнер. Той участва в сериала още от самото му създаване през 2006 година. Той играе заедно с актьорите Уур Пекташ, Йозгюр Озан и др. в 16 сезона в периода 2006-2022. През 2010 той участва в нов филм на име Çakarlla Dans.

## Актьорска кариера

### Първи стъпки
Шефкет се записва в Mudjarati School училище за изящни изкуства, първоначално има участия в няколко реклами преди да започне да играе роли във филми и сериали. Първият филм в който играе е Гюлизар през 2004 заедно с актрисата Туба Бююкюстюн и играе ролята на Пирасен.
Също през 2004 той се снима в още два филма – Загубена любов, където играе ролята на Кемал и Любовна история където играе ролята на Муса.

### Опасни улици
Шефкет получава роля в хитовия турски сериал Опасни улици на 17 юли 2006 (в България сериала се излъчва по БТВ от 2011)
Сериала на турски се изписва Arka Sokaklar и се разказва за екип от полицаи които се борят срещу престъпността в Истанбул. Там той играе комисар Месут Гюнер, ветеран от борбата на турската държава с кюрдските военнизирани организации, борещ се с алкохолизма си и отглеждащ сам сина си. Заради агресивния си характер той често е наказван служебно, раняван е тежко и губи 2 от любимите си жени - първата си съпруга и майката на сина си Йешим и парамедичката доктор Есма Джанкая. След 632 - ри епизод напуска сериала, като героят му Месут е тежко ранен, спасявайки сина си Тундж от горяща кола, и е изпратен за лечение в САЩ. След като участва в 2 неуспешни сериала по телевизия "Фокс Турция" (като при втория сериал името й вече е сменено на "NOW") се връща в Опасни улици през 672-ри епизод.

## Участия в кино филми
| 2010 Çakallarla Dans (Гьокан)   |
| 2010 Изживей мига (Юсуф)        |
| 2009 Завинаги (Джихан)          |
| 2008 Майстор (Ерсун)            |
| 2004 Eğreti Gelin (Хасан)       |
| 2004 Приказен Истанбул (Реджеп) |
| 2003 Строеж (Суди)              |

### Участия в телевизионни филми
| Загубена любов (Кемал) – 2004 |
| Любовна история (Муса) – 2004 |
| Гюлизар (Пирасен) – 2004      |